# Carl Gottreich Beijer

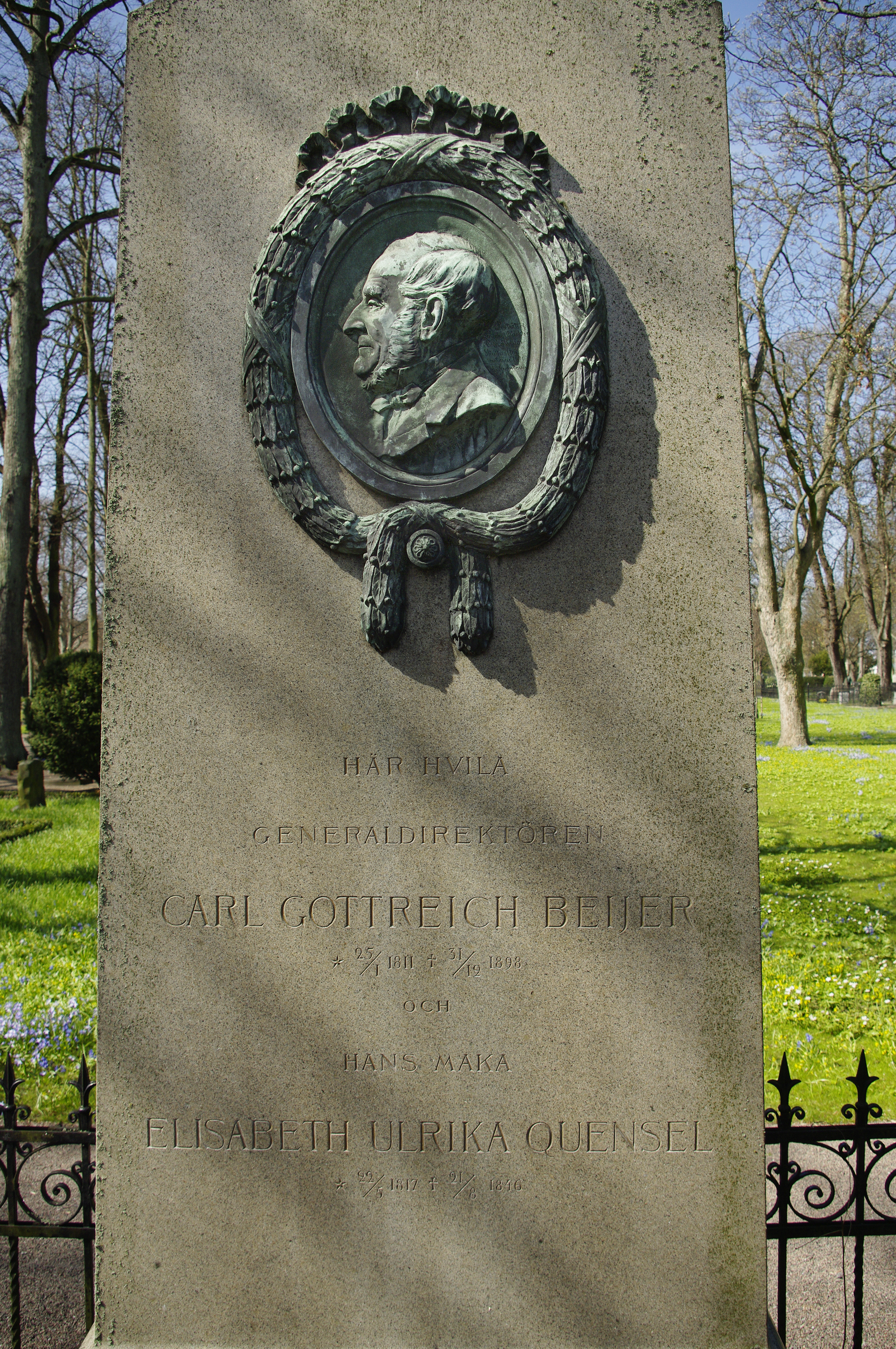
Carl Gottreich Beijers grav på Gamla kyrkogården i Malmö.

Carl Gottreich Beijer, född 25 januari 1811 i Malmö, död 31 december 1898 i Stockholm, var en svensk ingenjör, ämbetsman och politiker; farbror till Gottfried Beijer, morbror till Frans Beijer.
Beijer blev student vid Lunds universitet 1828, avlade efter idkad sjöfart på handelsfartyg sjöofficersexamen vid Krigsskolan Karlberg 1832, utnämndes samma år till sekundlöjtnant vid flottan och undergick 1835 examen vid Mariebergs artilleriläroverk samt 1836 konstruktionsofficersexamen i Karlskrona. Han blev 1841 kapten vid Flottans mekaniska kår och utnämndes samma år till chef i södra väg- och vattenbyggnadsdistriktet, i vilken egenskap han uppgjorde planer och förslag till flera väganläggningar och vägförbättringar, broar, hamnar och vattenbyggnader, bland de förstnämnda den första egentliga chaussébyggnaden här i landet, emellan Malmö och Lund, och bland de sistnämnda de omfattande hamnarbetena vid Malmö jämte därvarande skeppsdocka och vidsträckta invallningsarbeten. År 1850 utnämndes Beijer till major vid Flottans mekaniska kår samt 1851 till major vid Väg- och vattenbyggnadskåren, där han 1858 blev överstelöjtnant och 1863 överste.
Vid sidan av sina väg- och vattenbyggnadsarbeten hade Beijer tidigt ägnat intresse åt järnvägsbyggnadstekniken. Så var han 1837-38 anställd vid järnvägsbyggnader i Sankt Petersburg. Men det var först från mitten av 1850-talet som tyngdpunkten av hans verksamhet förlades inom ifrågavarande område. År 1855 utnämndes han till överingenjör vid Södra stambanan av de under Nils Ericsons befäl stående statens järnvägsbyggnader, och han fortfor i denna befattning till 1862 års slut. Han deltog även som ledamot i den av regeringen 1855 tillsatta kommittén för undersökningar angående stambanornas lämpligaste sträckning. Då Kungl. Maj:t år 1862, efter Ericsons avgång från Statens Järnvägar, beslutat, att två särskilda styrelser skulle inrättas, nämligen en över statens järnvägsbyggnader och en för statens järnvägstrafik, blev Beijer utnämnd till chef i den förstnämnda styrelsen. Han var 1877-87 tillika chef i styrelsen för allmänna väg- och vattenbyggnader samt erhöll 1878 generaldirektörs namn, heder och värdighet. 
Under Beijers chefskap för järnvägsbyggnadsstyrelsen företogs undersökningar för upprättande av planer med kostnadsförslag för Norra stambanans fortsättning från Uppsala och Storvik genom Norrland samt i förening därmed stambanan från Torpshammar över Östersund till Storlien vid riksgränsen mot Norge. Totala längden av de stambanor, som blev utförda under hans ledning, uppgick till 1862 km, och bland dem märks Sammanbindningsbanan genom Stockholm. År 1887 erhöll Beijer på begäran avsked. Han blev 1877 ledamot av Lantbruksakademien (hedersledamot 1884) och 1884 av Vetenskapsakademien. Åren 1871-94 var han representant för Malmö stad i riksdagens första kammare.